# Rhododendron kanehirae
Rhododendron kanehirae är en ljungväxtart som beskrevs av Ernest Henry Wilson. Rhododendron kanehirae ingår i släktet rododendron, och familjen ljungväxter. Inga underarter finns listade i Catalogue of Life.
Växten, som var endemisk i Taiwan är utdöd i naturen, men finns i odlad form. Den försvann från den enda kända växtplatsen i 
Feitsui år 1984 då dalen översvämmades i samband med att Feitsuidammen byggdes.